# Akbarābād-e Hūjī
Akbarābād-e Hūjī (persiska: اکبر آباد هوجی, Akbarābād-e Hejrī) är en ort i Iran.   Den ligger i provinsen Kerman, i den centrala delen av landet, 700 km sydost om huvudstaden Teheran. Akbarābād-e Hūjī ligger 1 515 meter över havet och antalet invånare är 405.
Terrängen runt Akbarābād-e Hūjī är en högslätt, och sluttar västerut.Runt Akbarābād-e Hūjī är det ganska glesbefolkat, med 42 invånare per kvadratkilometer. Närmaste större samhälle är Rafsanjān, 11,9 km sydväst om Akbarābād-e Hūjī. Trakten runt Akbarābād-e Hūjī är ofruktbar med lite eller ingen växtlighet.